# I Rise
"I Rise" é uma canção da cantora e compositora estadunidense Madonna, lançada inicialmente em 3 de maio de 2019 como o primeiro single promocional de seu décimo quarto álbum de estúdio Madame X. A canção foi relançada em 19 de julho de 2019 como o terceiro single do álbum contendo a participação da disc jockey (DJ) Tracy Young.

## Antecedentes e lançamento
Em preparação para o lançamento do álbum completo, serviços digitais e de streaming lançarão 4 canções para acompanhar o ciclo do álbum: "I Rise" (3 de maio), "Crave" (com part. de. Swae Lee) (10 de maio; e que também será o segundo single), "Future" (com part. de Quavo) (17 de maio), e "Dark Ballet" (7 de junho).
"I Rise", o primeiro single promocional, descrito como "um hino poderoso e edificante", disserta sobre sobreviver e levantar-se em meio às adversidades do mundo moderno e social, como uma "maneira de dar voz a todas as pessoas marginalizadas que sentem que não têm a oportunidade de falar o que pensam", nas palavras da própria Madonna. Ele contém uma introdução falada tirada do discurso da ativista social, defensora do controle de armamento, sobrevivente do massacre na Stoneman Douglas High School, e co-fundadora do comitê Never Again MSD, Emma González, durante uma entrevista de fevereiro de 2018.

## Videoclipe
Madonna fez parceria com a Time Studios para criar um vídeo inspirado em "I Rise", lançado em 19 de junho de 2019. Foi dirigido por Peter Matkiwsky e inclui imagens de sobreviventes do tiroteio em Parkland, apoiadores do LGBTQ, manifestantes pelos direitos das mulheres, testemunho da ginasta olímpica Aly Raisman sobre abuso sexual e outros movimentos de justiça social.

## Desempenho comercial
A canção estreou no número 26 na Dance Club Songs da Billboard dos Estados Unidos, tornando-se a entrada da Madonna 65 na tabela, e seu número 48 um na tabela acima mencionada em 31 de agosto de 2019. Foi também a maior estréia classificação na tabela Dance/Mix Show Airplay da Billboard ndatada em 13 de julho de 2019, estreando no número 37. Tornou-se a sua entrada 15 na tabela e seu primeiro desde "Living for Love" em 2015.

## Apresentações ao vivo
Ela cantou essa música como final do Stonewall 50 – WorldPride NYC 2019, bem como em sua Madame X Tour.

## Reconhecimento
O remix de Tracy Young da música ganhou no Grammy Awards de 2020, na categoria Melhor Gravação Remixada, Não Clássica. Tracy Young se tornou a primeira mulher a ganhar um Grammy nessa categoria.

## Lista de faixas
| Streaming |          |         |  |
| N.º       | Título   | Duração |  |
| 1.        | "I Rise" | 3:44    |  |

| 7" picture disc (Madame X deluxe box set) |                           |         |  |
| N.º                                       | Título                    | Duração |  |
| 1.                                        | Sem título                | 3:44    |  |
| 2.                                        | Sem título (instrumental) | 3:44    |  |

| Digital download / streaming (Tracy Young Remixes) |                                                  |         |  |
| N.º                                                | Título                                           | Duração |  |
| 1.                                                 | "I Rise" (Tracy Young's Pride Extended Remix)    | 6:31    |  |
| 2.                                                 | "I Rise" (Tracy Young's Pride Dub)               | 6:31    |  |
| 3.                                                 | "I Rise" (Tracy Young's Pride Intro Radio Remix) | 3:50    |  |

| Download digital / streaming (Remixes Pt. 2) |                                          |         |  |
| N.º                                          | Título                                   | Duração |  |
| 1.                                           | "I Rise" (DJLW Remix)                    | 4:36    |  |
| 2.                                           | "I Rise" (Kue Drops The Funk Remix)      | 5:56    |  |
| 3.                                           | "I Rise" (Offer Nissim Remix)            | 6:56    |  |
| 4.                                           | "I Rise" (Thomas Gold Remix)             | 3:17    |  |
| 5.                                           | "I Rise" (Daybreakers Remix)             | 5:24    |  |
| 6.                                           | "I Rise" (Dj Irene & The Alliance Remix) | 3:50    |  |

| 12" |                                               |         |  |
| N.º | Título                                        | Duração |  |
| 1.  | "I Rise" (Tracy Young's Pride Extended Remix) | 6:31    |  |
| 2.  | "I Rise" (Kue Drops The Funk Remix)           | 5:56    |  |
| 3.  | "I Rise" (Daybreakers Remix)                  | 5:24    |  |
| 4.  | "I Rise" (Thomas Gold Remix)                  | 3:17    |  |
| 5.  | "I Rise" (DJLW Remix)                         | 4:36    |  |
| 6.  | "I Rise" (Offer Nissim Remix)                 | 6:56    |  |

## Créditos
Lista-se abaixo os profissionais envolvidos na elaboração de "I Rise", de acordo com o serviço Tidal.
- Madonna: letra, vocais, produção
- Emma González: vocais
- Jason Evigan: produção
- Brittany Talia Hazzard: composição

## Desempenho nas tabelas musicais

### Tabelas semanais
| Tabela musical (2019)                    | Melhor posição |
| ---------------------------------------- | -------------- |
| Croácia (CDU)                            | 95             |
| Escócia (OCC)                            | 45             |
| Estados Unidos (Dance Club Songs)        | 1              |
| Estados Unidos (Dance/Mix Show Airplay)  | 37             |
| França (SNEP)                            | 22             |
| Grécia (Greece Digital Songs)            | 9              |
| Hungria (Single Top 40)                  | 27             |
| Reino Unido (UK Singles Downloads Chart) | 40             |

| Tabela musical (2019)             | Posição |
| --------------------------------- | ------- |
| Estados Unidos (Dance Club Songs) | 31      |

## Histórico de lançamento
| País           | Data                   | Formato                    | Gravadora       |
| -------------- | ---------------------- | -------------------------- | --------------- |
| Vários         | 3 de maio de 2019      | Download digital streaming | Interscope      |
| Vários         | 19 de julho de 2019    | (Tracy Young remixes)      | Interscope      |
| Vários         | 16 de agosto de 2019   | (Remixes EP)               | Interscope      |
| Itália         | 4 de outubro de 2019   | Contemporary hit radio     | Universal Music |
| Estados Unidos | 29 de novembro de 2019 | Vinil 7"                   | Interscope      |